# Шэнь Чэнь
Шэнь Чэнь (кит. упр. 沈晨, пиньинь Shěn Chén, р.28 июля 1990) — китайская фехтовальщица-саблистка, многократная чемпионка Азии, призёрка чемпионатов мира.

## Биография
Родилась в 1990 году. Выступает за сборную Нанкинского военного округа.
В 2013 году стала обладательницей серебряной и бронзовой медалей чемпионата Азии. На чемпионате Азии 2014 года завоевала золотую и бронзовую медали. В 2015 году завоевала золотую и серебряную медали чемпионата Азии, а также бронзовую медаль чемпионата мира.